# Брюглен
Брюглен (нем. Brügglen) — деревня и бывшая коммуна в Швейцарии, в кантоне Золотурн.
До 2013 года имела статус отдельной коммуны. 1 января 2014 года была объединена с коммунами Этигофен, Этинген, Биберн, Госливиль, Хессигофен, Кюттигофен, Кибург-Бухег, Мюледорф и Чеппах в новую коммуну Бухегг.
Входит в состав округа Бухегберг. Население составляет 206 человек (на 31 декабря 2007 года). Официальный код — 2446.